# Blidösundsbolaget

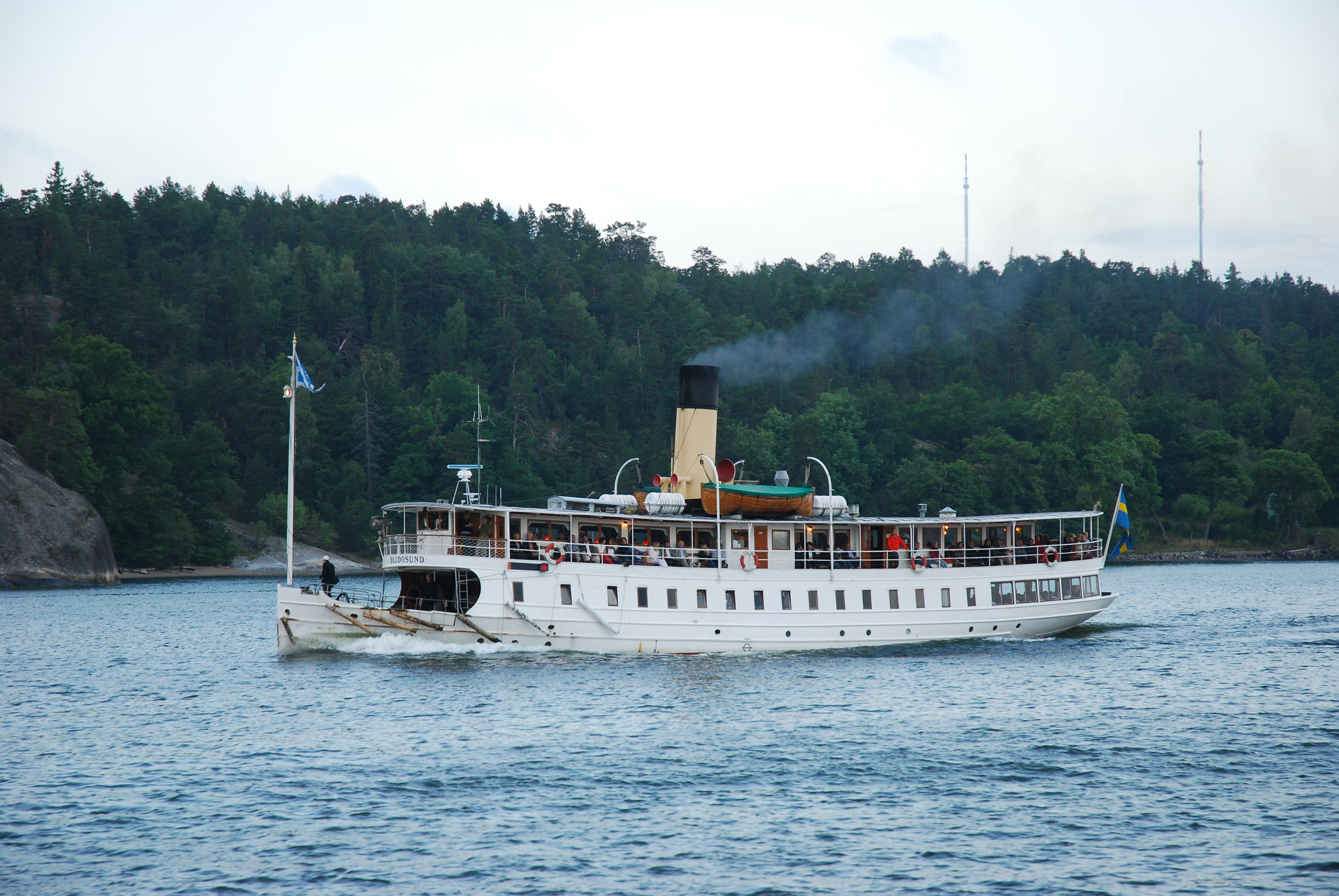
.

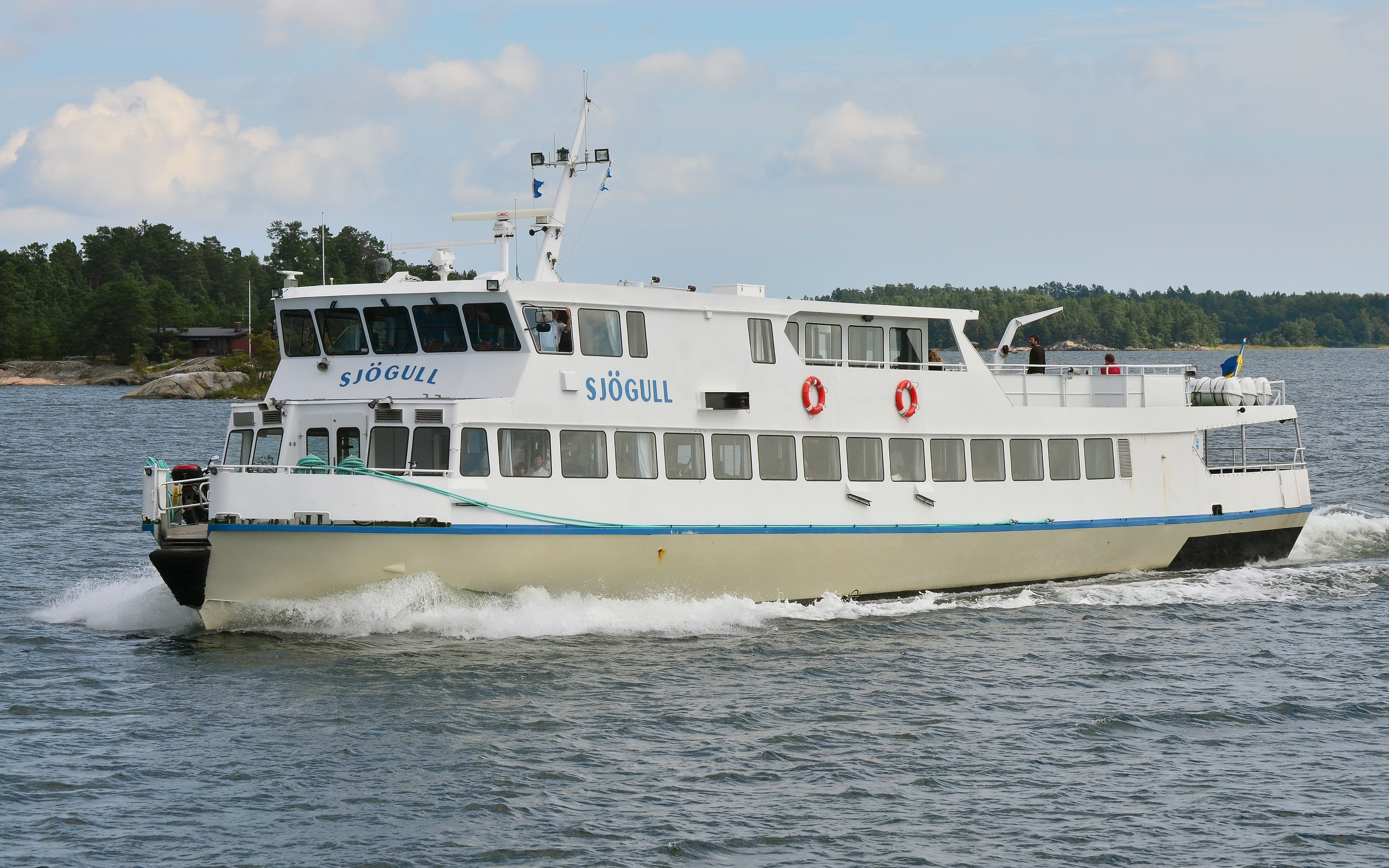
.

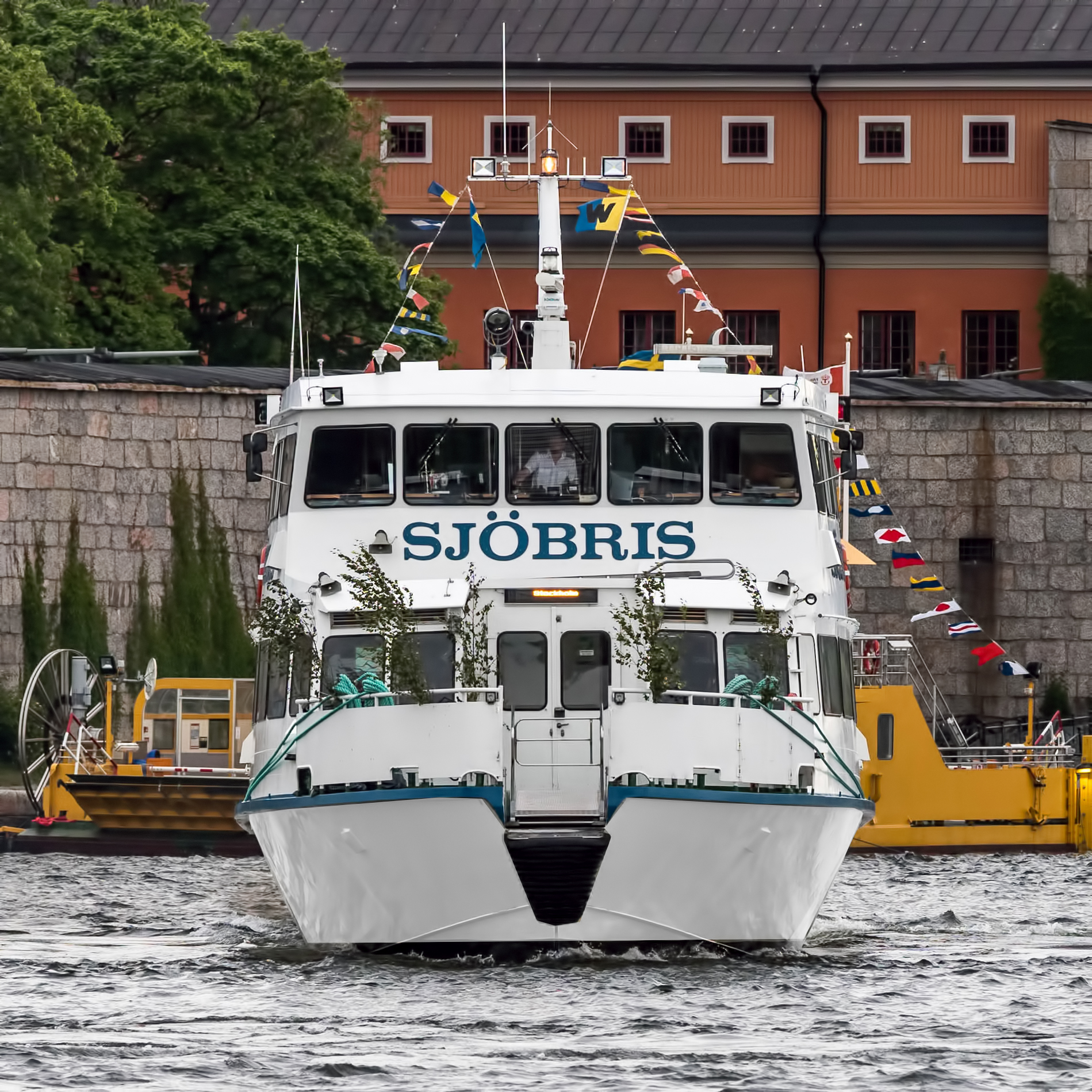
i Vaxholm.

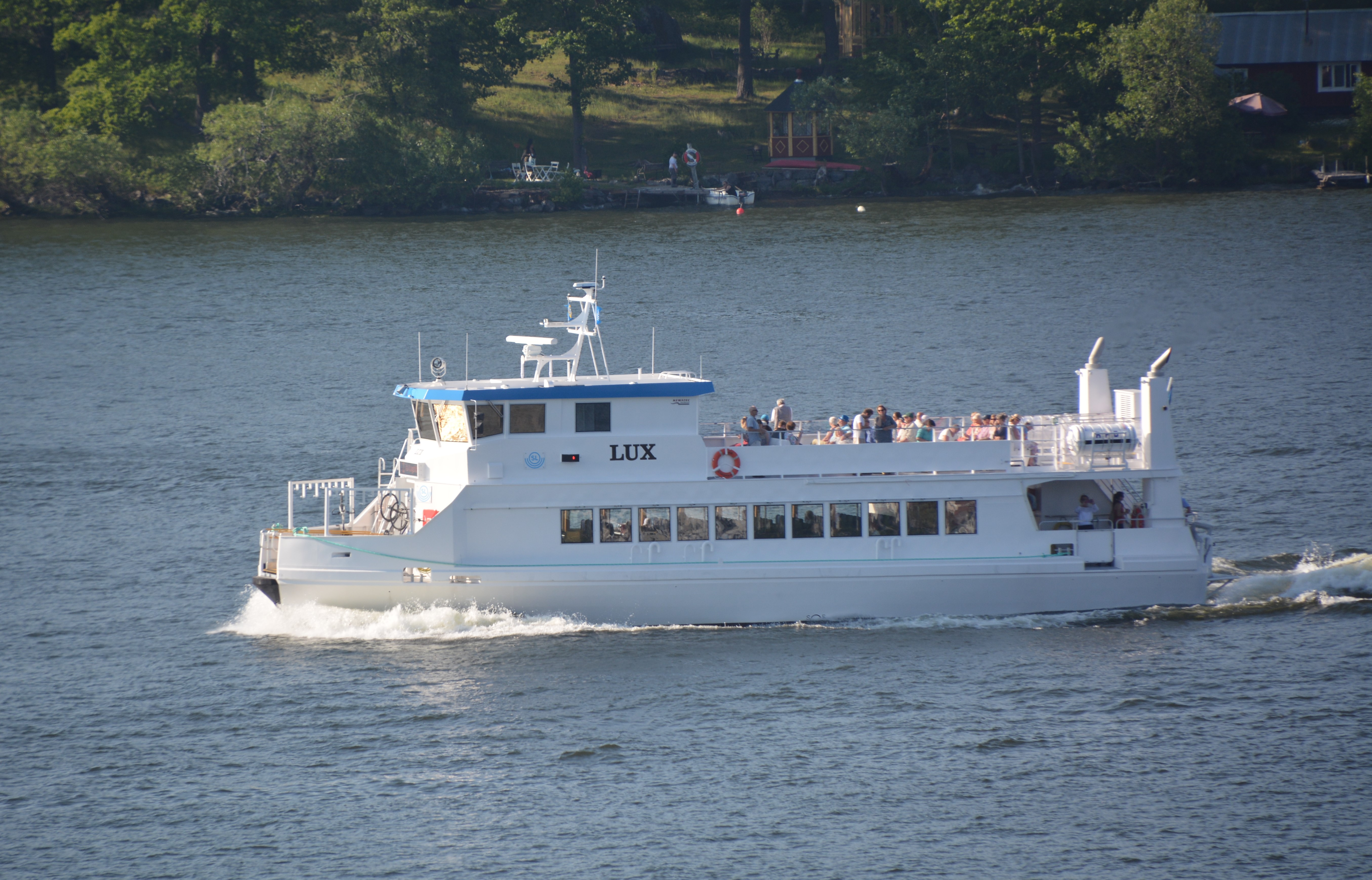
på Ekerölinjen utanför Björnholmen.

Blidösundsbolaget är ett svenskt rederi som driver färjetrafik i Stockholms norra skärgård med fartygen S/S Blidösund, M/S Sjögull, M/S Sjöbris, M/S Viggen, M/S Skraken, M/S Rex af Stockholm, M/S Sunnan, M/S Östan, M/S Silverö, M/S Skarpö, och M/S Mysing. Bolaget svarar även för driften av Waxholmsbolagets skärgårdsfartyg.
Den 2 januari 2018 tog Transdev Sverige AB över som ägare av bolaget. Rederiet kvarstår med samma namn som dotterbolag i koncernen. 1 juni 2020 fusionerades Blidösundsbolaget med Utö rederi AB, också det ägt av Transdev.

## Historik
År 1908 tog ett antal Blidöbor initiativ till att bilda ett nytt rederi i aktiebolagsform. Det kom till stånd 1910 och beställde ett fartyg hos Eriksbergs Mekaniska Verkstad i Göteborg till en kostnad av 132 000 kronor. S/S Blidösund seglade från Göteborg den 4–7 mars 1911 och sattes därefter in i regelbunden trafik mellan Stockholm och Blidösund. Hon togs ur trafik 1960 efter flera förlustår.